# 恆河峽谷 (火星)
恆河峽谷（Ganges Chasma）是火星水手號谷最東端的部分，屬於厄俄斯峽谷的分支，總長度584公里。名字由來於南亞的恆河。該峽谷被認為是一条溢出河道。

## 圖集

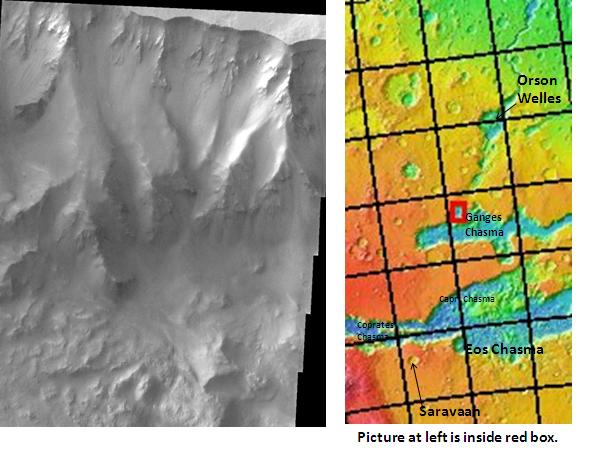
恆河峽谷北方峭壁，點選影像可看該峽谷和其他科普來特斯區地形特徵關係。2001火星奧德賽號的熱輻射成像系統拍攝